# المسرح الآسيوي والهادئ (الحرب العالمية الثانية)
كان المسرح الآسيوي والهادئ (بالإنجليزية: Asiatic-Pacific Theater)‏ مسرحًا للحرب لعمليات القوات الأمريكية خلال الحرب العالمية الثانية في حرب المحيط الهادئ خلال 1941-1945. من مُنتصف عام 1942 وحتى نهاية الحرب في عام 1945، كان هناك أمرين تشغيليين أمريكيين في المحيط الهادئ. وقُسمت مناطق المحيط الهادئ إلى منطقة وسط المحيط الهادئ ومنطقة شمال المحيط الهادئ ومنطقة جنوب المحيط الهادئ، تولى الأدميرال شيستر نيمتز، قائد منطقة المحيط الهادئ، قيادة 652–653. فيما كانت منطقة جنوب غرب المحيط الهادئ تحت قيادة الجنرال دوغلاس ماكارثر، القائد الأعلى لقوات الحلفاء جنوب غرب المحيط الهادئ. خلال عام 1945، أضافت الولايات المتحدة القوات الجوية الاستراتيجية للولايات المتحدة في المحيط الهادئ، بقيادة الجنرال كارل أ. سباتز.